# نووی تومیشل
نووی تومیشل (لهستانی: Nowy Tomyśl؛ [ˈnɔvɨ ˈtɔmɨɕl]) یک شهر در لهستان است که در گمینا نوو تومشل واقع شده‌است.
نووی تومیشل ۵٫۲ کیلومتر مربع مساحت و ۱۵٬۲۲۵ نفر جمعیت دارد و ۷۰ متر بالاتر از سطح دریا واقع شده‌است.